# Смилец
Смилец (болг. Смилец) (? — 1298), болгарский царь в 1292—1298.
Смилец и его братья Радослав (севастократор) и Войсил (деспот) были крупными землевладельцами. Происходили из знатного рода. Их владения простирались от Сливена до Копсиса. В 1292 году после бегства царя Георгия I Тертера Смилец при поддержке Ногая занял болгарский престол. Уже будучи царём, в 1292 году женился на дочери византийского севастократора Константина Палеолога.
В 1296 или 1297 Смилец выдал замуж свою дочь Феодору за будущего сербского короля Стефана III.
В царствование Смильца татары продолжали делать набеги на Болгарию.
В 1298 после начала вторжения Чаки в Болгарию Смилец перестаёт упоминаться. Возможно, что он был убит по приказу Чаки или же во время боя с войсками Чаки.
После смерти Смильца престол перешёл к его малолетнему сыну Ивану Смильцу, регентом при котором стала вдова Смильца. Однако фактически Иван Смилец не правил, престол быстро занял Чака, а вдова Смильца и Иван Смилец бежали из Тырново.